# Chaudronnerie
 (août 2021).
Si vous disposez d'ouvrages ou d'articles de référence ou si vous connaissez des sites web de qualité traitant du thème abordé ici, merci de compléter l'article en donnant les références utiles à sa vérifiabilité et en les liant à la section « Notes et références ».

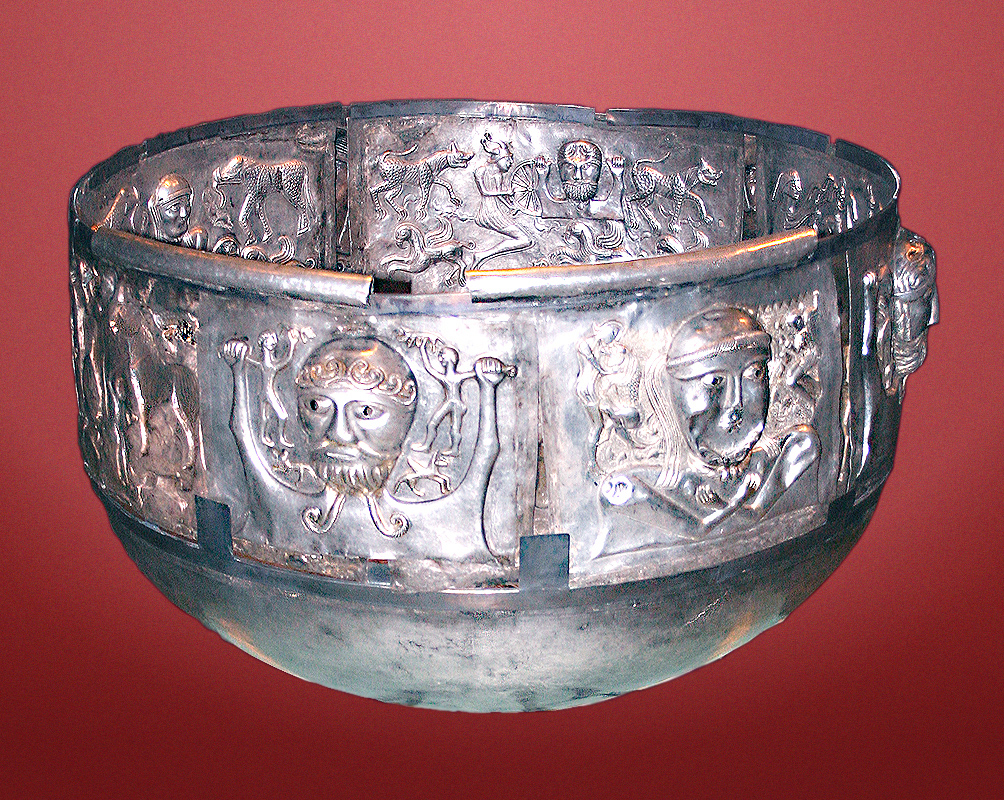
Chaudron de Gundestrup (Tène)

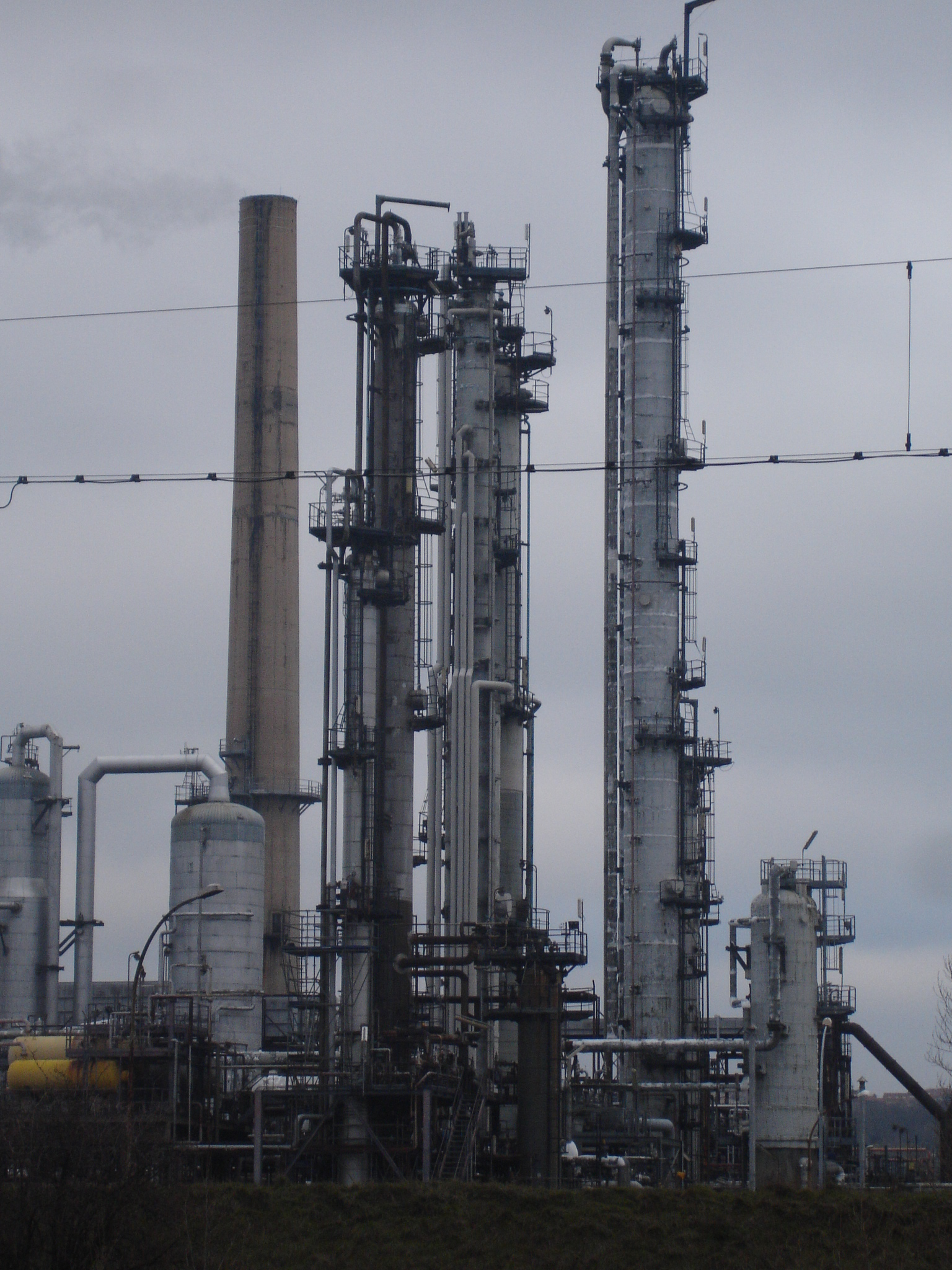
Équipements sous pression d'une raffinerie

La chaudronnerie est une branche industrielle qui couvre l'ensemble des activités de mise en œuvre des métaux en feuilles, des tubes et des profilés entrant dans la réalisation d'équipements destinés aux secteurs des industries de l'alimentaire, de la chimie, de l'énergie (pétrole, gaz, nucléaire), de l'aéronautique et de l'espace, de la charpente (bâtiments, ouvrages d'art, ponts, structures métalliques terrestres et marines), de la manutention et du traitement des gaz et des liquides (canalisations terrestres et marines, équipement sous pression) et de leurs stockages (cuves et réservoirs de stockages aériens, semi enterrés ou enterrés), de la navale, de l'automobile, de la menuiserie et du mobilier métalliques. C'est une branche généraliste de l'industrie à l'origine de nombreux autres métiers plus spécialisés comme les métiers de tuyauteur, charpentier ou menuisier métalliques.
Autrefois, les compagnons transformaient les métaux en feuilles (tôles), manuellement par battage ou martelage. Depuis approximativement le milieu du XXe siècle, les machines permettent de développer la production d'objets simples, notamment les tours à repousser et les presses à emboutir. C'est aussi le travail du chaudronnier que de façonner les produits sidérurgiques semi-finis comme les tubes et les profilés.
À l'origine, les matériaux travaillés étaient principalement : l'acier ; le cuivre ; le zinc ; le plomb ; le laiton. De nos jours, l’acier inoxydable, l’aluminium, le titane, mais aussi les matières plastiques ont permis de montrer que les métiers de la chaudronnerie, du fait de leur présence dans tous les secteurs de l'industrie, s'adaptent en permanence. La chaudronnerie est l'un des piliers de l'industrie.

## Connaissance de base
Le traçage sert à développer les pièces à plat à même la tôle, le tube, le profilé voire l'ébauche en vue de leur découpage et/ou façonnage pour réaliser les éléments qui, une fois assemblés, constitueront l'équipement fini. 
Les techniques du traçage sont issues de la géométrie descriptive et consistent à déterminer la vraie grandeur des pièces à partir d'un dessin technique (épure), constitué en général de simples vues de face, de dessus et de profil associé à des techniques géométriques appropriées de recherche des vraies grandeurs(changements de plan, rabattements, rotations, projections). 
L'arrivée sur le marché de machines à calculer programmables (années 1970) puis d'ordinateur (années 1980) ont permis le développement de programme de traçage respectivement issus de la trigonométrie et de la géométrie analytique (voir géométrie analytique).
Dès les années 1970, les constructeurs de machines-outils ont aussi développé des équipements de coupage automatisés en 2D (tôles) et 3D (tubes) fonctionnant à partir de propriétés géométriques et de données numériques à saisir dans un calculateur embarqué telles que le type de solide (cône, sphère, cylindre, piquage, rond-carré, ellipsoïde, forme quelquonc comme la définition d’une forme de chanfrein), diamètres, épaisseurs, entre axes, angles, etc. (voir b:Solution analytique à l'intersection de deux corps creux à parois épaisses)

## Histoire

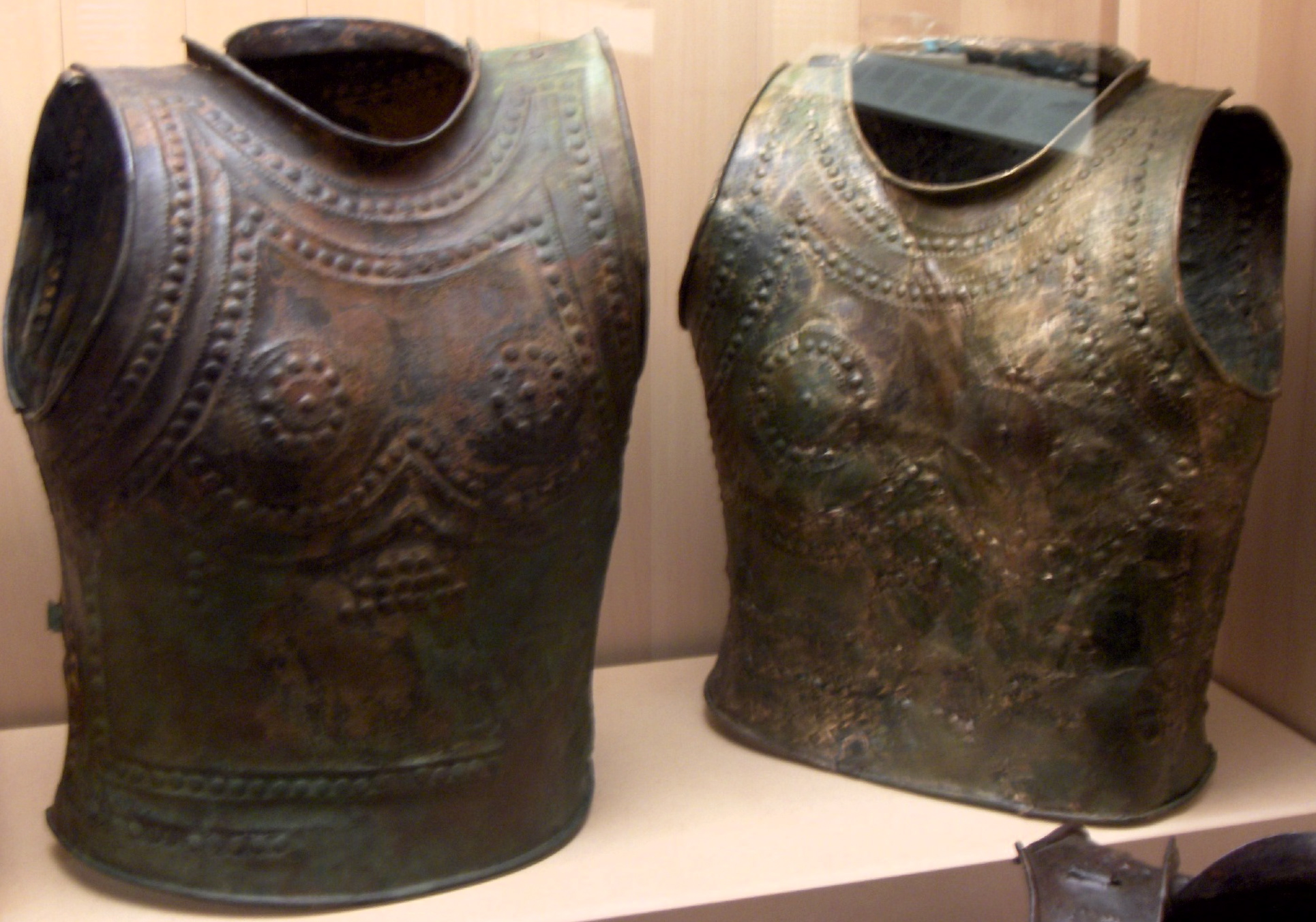
Cuirasses en bronze de Marmesse (Bronze final).

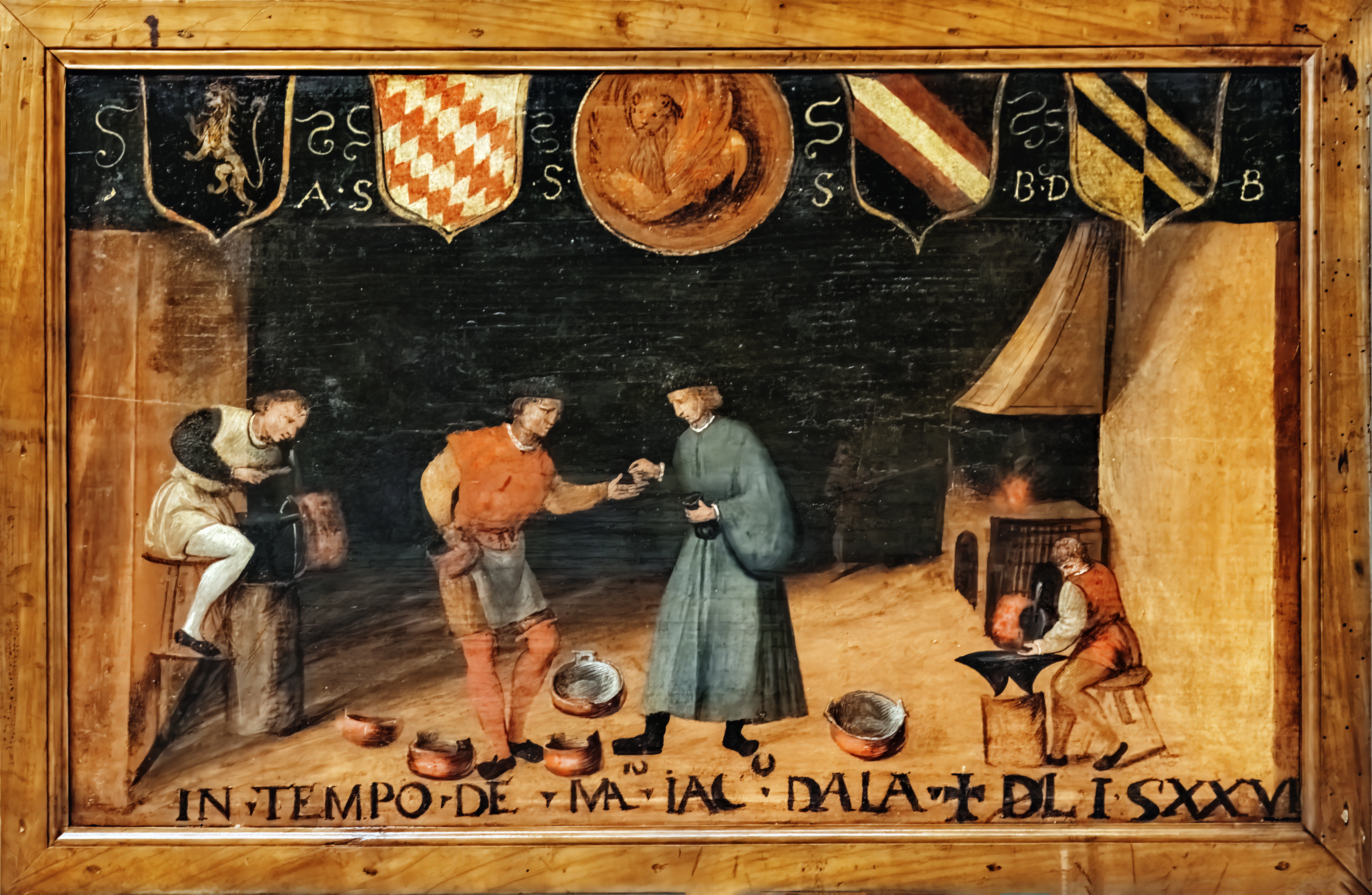
Enseigne de l'art des Caldereri (Chaudronniers) Venise 1526 - Musée Correr

L’histoire de la chaudronnerie remonte au moins au Bronze final. Les premiers statuts de la corporation en France sont datés du XIVe siècle, sous Charles V de France. Il fallait alors 6 ans d’apprentissage et 600 livres pour accéder à la maîtrise. L’ordonnance de 1776 réunit les chaudronniers aux potiers d’étain et aux balanciers.
Ces artisans fabriquaient des objets usuels tels des chaudrons, des aiguières, ou des récipients divers, (voir le paragraphe production des chaudronniers) mais aussi des objets d’art religieux, en cuivre ou en laiton battu. Un centre important de cette corporation était à Dinant, dans la vallée de la Meuse, en Belgique, d’où le nom de dinandiers donné à ces artisans qui travaillaient plutôt le laiton repoussé (laiton, alliage de cuivre et de zinc souvent appelé, à tort, cuivre jaune).
Les chaudronniers, eux, étaient alimentés en cuivre par les "martineurs" : ceux-ci travaillaient des galettes de cuivre, à chaud, pour en obtenir des calottes hémisphériques, à l'aide de marteaux pilons rudimentaires appelés "martinets" et utilisant la force hydraulique. Ces marteaux pilons, installés dès la fin du XVIe siècle, ont disparu début XXe siècle.
Petit à petit, ce travail d'abattage, de martelage, prendra plus d’importance que la fonderie pour un certain nombre de récipients ; une nouvelle corporation est née, celle des batteurs. Leur emblème est composé d’un chaudron et de deux marteaux en croix, de là viendra l’appellation de chaudronnier. Des "batteries" existeront près de Dinant, mais aussi en Normandie (France) notamment à Villedieu-les-Poêles, qui reste un centre de dinanderie "faite à la main" et de fonderie de cloches réputé, et en Auvergne (Aurillac, Saint-Flour). Un centre de chaudronnerie cuivre s'installa à Durfort (Tarn) où existe toujours un musée de la chaudronnerie.
Ce métier s’est extrêmement diversifié au cours du XXe siècle : depuis son stade artisanal de dinanderie, il a su ajouter les métiers plus spécialisés comme le tourneur-repousseur, le chaudronnier-tôlier, le chaudronnier-métallier, bref, il a su se moderniser pour devenir une chaudronnerie industrielle de haute technicité, utilisant l’informatique et les machines de précision. Il garde encore aujourd’hui son côté manuel dans les chaudronneries d’art, où l'artisan va reproduire des copies de récipients anciennement utilisés, cache-pots, chaudrons, bassines à confitures, etc., destinées aux amateurs de brocantes et de cuivres anciens, mais également le côté industriel avec la production de cuves, silos, et autres pièces importantes destinées à un usage agro-alimentaire, pharmaceutique ou pétrochimique. L'arrivée de nouveaux matériaux ou alliages ou procédés de fabrication modernise chaque jour ce métier. 
On peut retrouver le métier de chaudronnier dans quasiment toute industrie utilisant des équipements métalliques et/ou plastique, dans le BTP et dans les procédés mettant en œuvre pression et température. On retrouve ainsi des chaudronniers dans des usines aéronautiques, spatiales, navales, de chemin de fer, de train, de camion, les complexes chimiques et pétrochimiques, etc.

## Spécialisations de la chaudronnerie

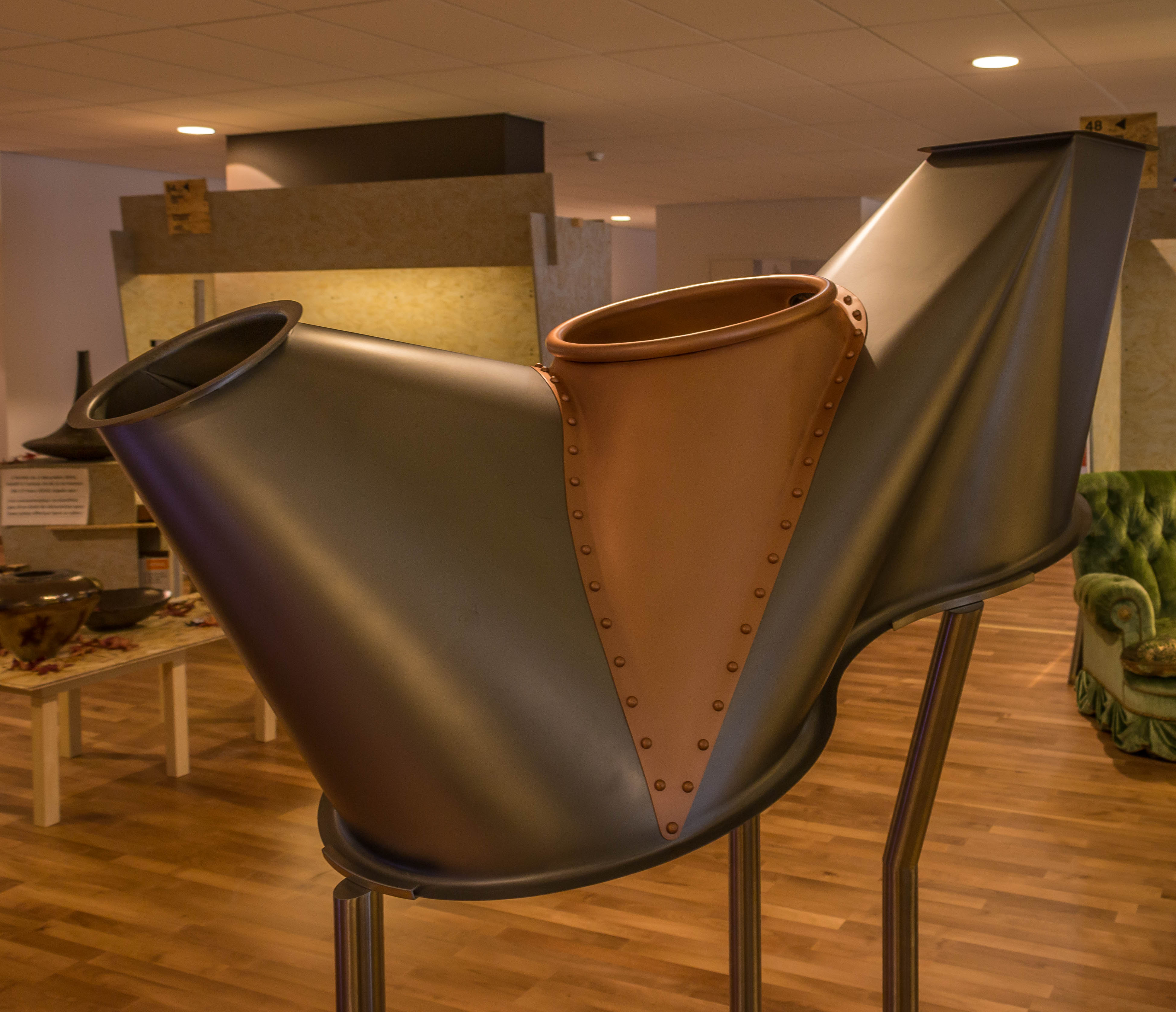
Pièce de chaudronnerie, dénommée surface composée.

Au début du XXe siècle, après la découverte du four convertisseur Bessemer permettant la fabrication d’acier doux, la chaudronnerie se divise en deux grandes branches : la chaudronnerie en cuivre et la chaudronnerie en fer. Aujourd’hui, c’est l’épaisseur, plutôt que la nature du métal travaillé, qui entraîne les spécialisations suivantes :
- Ferblanterie et chaudronnerie légère : travail du fer blanc et de tous métaux, cuivre, laiton, maillechort, d’épaisseur inférieure à 1 mm.
- Tôlerie, et ses branches diverses : industrie automobile et carrosserie, aviation, ventilation, fumisterie, où sont traités les métaux de 1 à 3 mm d’épaisseur.
- Chaudronnerie moyenne, pour les réservoirs, citernes, et tous appareils nécessitant des épaisseurs de 10 à 50 mm.
- Grosse chaudronnerie ou chaudronnerie lourde enfin, où l’on construit des équipements à pression / température (hydrocraqueur), soumis ou non à l'action de la flamme (respectivement chaudière et réacteur nucléaire), structure offshore, pont et ouvrage d'art de très fortes épaisseurs, au-dessus de 50 mm et pouvant aller jusqu'à 500 mm.

## La production ancestrale du chaudronnier
Si les familles aisées mangeaient dans de la vaisselle d'argent et possédaient vases, aiguières, pichets en étain, l'ensemble de la population utilisait toutes sortes de récipients en cuivre, pour un usage quotidien, d'où l'importance du travail des chaudronniers quelle que soit la clientèle.
Chaque foyer tenait en permanence son chaudron sur le feu, pour y faire cuire la soupe et toutes sortes de légumes. Ces chaudrons à tout faire, omniprésents, et utilisés par des familles nombreuses, pesaient parfois jusqu’à 30 kg. On voit qu'il y avait du travail pour cette corporation.
Outre les fameux chaudrons, on peut citer, pour l'usage domestique :
- Les batteries de casseroles, marmites, braisières, tourtières et chaudrons
- Les seaux (ou ferrats) pour aller quérir de l'eau au puits
- Les fontaines en cuivre ou en d'autres métaux (pour se laver les mains ou le visage), les bouilloires
- Les grezelles à large ouverture, pour écrémer le lait (notamment dans le Cantal)
- Les caleils (lampes à huile), les bassinoires, etc.

Cette liste est donnée à titre d'exemple, et n'a pas la prétention d'être exhaustive.

## La chaudronnerie et l'art
Les techniques de chaudronnerie, associées aux techniques de soudage, de brasage ou encore de revêtement métallique, sont utilisées par nombre d'artistes. Toutes les techniques de mise en forme et d'assemblage des métaux sont ainsi mises à disposition des artistes lors de stages de formation dans les centres d'apprentissage, chez les compagnons ou encore chez les fabricants de matériel.

## Les moyens mis en œuvre

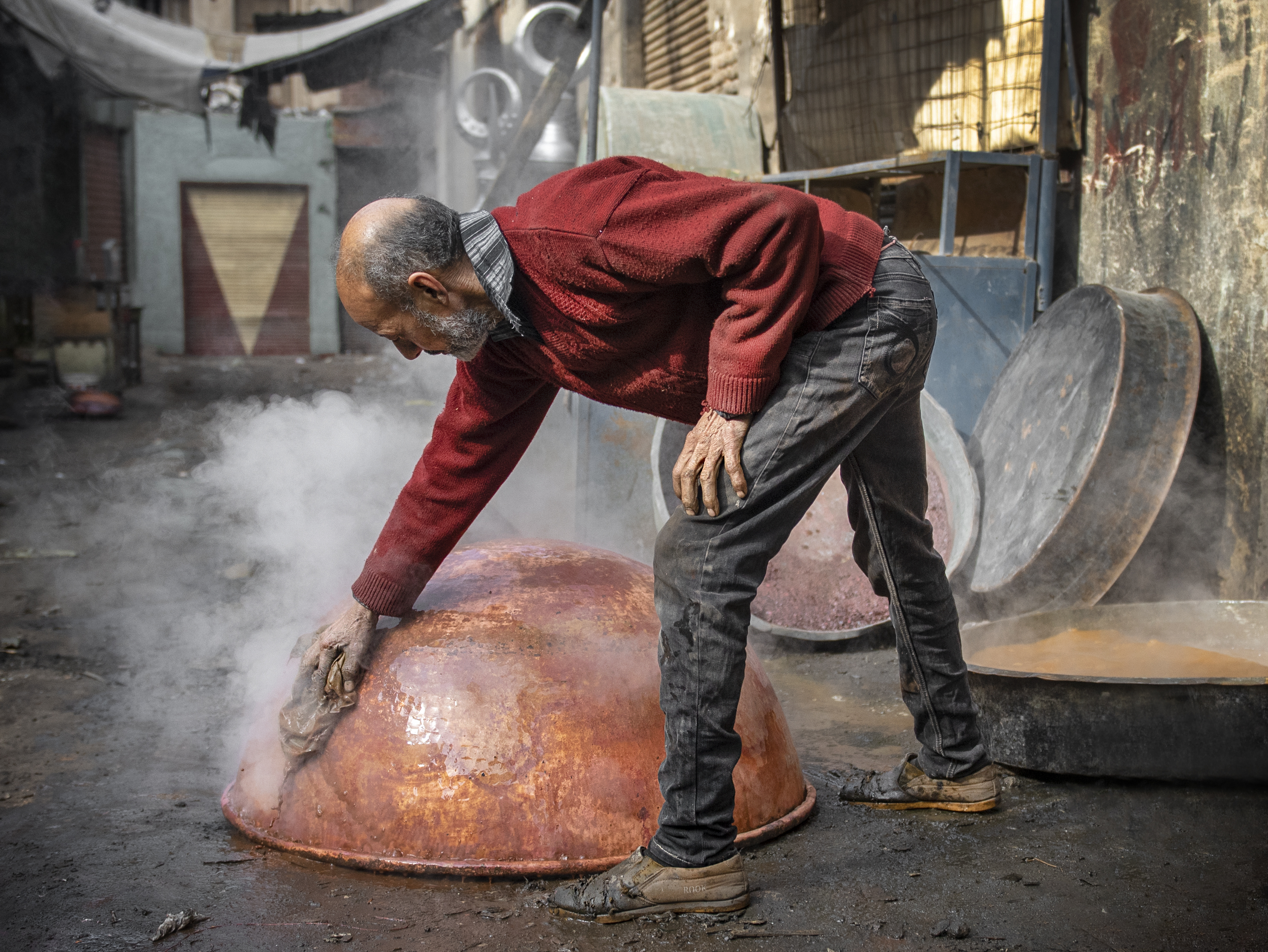
Blanchiment (chimie) d'un ustensile en cuivre par un ouvrier chaudronnier en Égypte. Janvier 2017.

- le formage des parties cylindriques ou coniques à la main sur barre de tôlier, et

- le formage au maillet ou au marteau des parties cintrées, des bords rétreints ou ouverts et des pièces embouties.

Le cintrage est l'opération qui consiste à déformer un métal selon son axe de plus forte inertie. Le cintrage est approprié lorsque l'on veut donner à un morceau de tôle la forme d'une lame de sabre. C'est une opération apparentée au roulage qui lui se réalise, contrairement au cintrage, selon l'axe d'inertie le plus faible. Le roulage est approprié lorsque l'on veut donner à un morceau de tôle la forme d'un cylindre ou d'un cône. En ce qui concerne les tubes et les profilés, on parle plutôt de cintrage que de roulage.
La rétreinte est analogue à un pliage et sert à lever un bord sur un pourtour courbe (le bord d'une tourtière par exemple). Cette opération produit un refoulement du métal ; l'épaisseur des parties rétreintes est plus importante que l'épaisseur de départ. La rétreinte se réalise en trois phases. 
La première opération consiste à marquer la limite entre la partie à rétreindre et le reste du flan (pour reprendre notre exemple ; entre le fond et le bord de la tourtière), c'est le marquage de la carre.
La deuxième opération consiste à rabattre le bord par plis successifs (analogue aux plis que forme le bord d'une nappe placée sur une table ronde), puis
L'aplatissement des plis en refoulant le  métal de la naissance du pli jusqu'au haut du bord à l'aide d'un marteau à rétreindre.
L'ouverture est l'opération inverse de la rétreinte. Cette opération produit un étirement du métal. À la fin du travail l'épaisseur de la partie ouverte est plus fine qu'au départ. De par la technique utilisée cette opération s'apparente à la rétreinte. Un exemple d'ouverture : La réalisation du bec verseur d'une cafetière.
L’emboutissage est l'action permettant de produire des formes galbées (vase, aile de voiture, récipients en général). Les outils sont, selon les cas, le maillet ou le marteau à boule. L’action de déformation du métal s’exerce de la périphérie vers le centre du flan sur un tas en plomb ou sur salière, pour former la feuille de métal de proche en proche. Cette opération peut se faire à froid ou à chaud. Le planage viendra conclure le travail.
Ces différentes techniques de chaudronnage produisent l'écrouissage du métal (perte de malléabilité). Un traitement thermique approprié est donc nécessaire afin de restaurer la malléabilité du métal de façon à mener l'opération de formage à son terme. 
Le Planage est l'opération finale réalisée au marteau postillon puis à la batte à planer, une fois que la pièce est presque terminée, et que le changement de forme est satisfaisant. Il s'agit de durcir le métal par écrouissage, pour lui donner de la tenue et de la solidité, pour un usage domestique, mais aussi de polir la pièce et de lui donner un fini lisse et brillant.
Le « roulage »  est l’action de réaliser des formes circulaires (cônes /cylindre). Il s’agit de conformer la tôle via différents outillage de type « rouleuse ». Ces machines de différents types (manuel, hydraulique, avec un nombre de rouleaux variant de 2 a 4 rouleaux disposés et réglés par étapes successives de déplacement des rouleaux entrainés soit manuellement soit électriquement soit hydrauliquement.
L’ajustement faisant suite à diverses opérations thermiques entraînant une déformation de la pièce devant respecter des dimensions. Celui ci peut être réalisé par exemple par « chaude de retrait » consistant a chauffer avec un chalumeau l’endroit que l’on souhaite replacer dimensionnellement.

## Équipements
Outre l’installation générale et l’outillage de base commun à plusieurs métiers, l’établi, les marteaux et limes d’usage courant, gants, mètres, cisailles à main, pinces, serre-joint, étau, etc., l’environnement du chaudronnier, qu’il soit sur un chantier ou dans un atelier, devrait comporter :
- Découpe (laser, plasma, cisaille, chalumeau découpeur dit « oxycoupeur » etc)
- Une forge pour le recuit des pièces écrouies, mais aussi pour les brasures dites à la forge et pour les pièces qui doivent être travaillées à chaud. Il faut préciser cependant que la forge est de moins en moins utilisé, car le métier se rapproche plus de celui du forgeron
- Un poste de soudage au chalumeau pour les assemblages soudés ou soudo-brasés, certains recuits partiels, ou les chaudes de retrait (effectuées au chalumeau), semi-automatique (MIG-MAG) soudage TIG, etc. (plus éventuellement un poste de soudage à l’arc électrode enrobée) .
- Des machines telles que perceuses, plieuses, cintreuses (ou rouleuses), meules, cisailles guillotines, etc.
- Des bacs à acide, pour le décapage des pièces, c'est-à-dire acide chlorhydrique pour le fer et l'étain, et vitriol (ou acide sulfurique dilué) pour le cuivre et ses alliages. Ce décapage est nécessaire avant et après les recuits, les brasages, et avant le planage. Celui-ci doit s'exercer sur une pièce très propre.
- Une table avec un étau ou des tréteaux, suivant la ou les pièce(s) à faire.

Enfin, l’outillage spécifique du chaudronnier comprendra:
- Le petit matériel de traçage, compas, pointe à tracer, trusquin, pointeau, règle, équerre, rapporteur d'angle, etc.

- Les tas, chevalets et supports divers : tas à boule, pied de chèvre, bigorne, billot, salière (ou morceau de rail de chemin de fer où les bords sont arrondis), enclume et barre de tôlier.

- Les marteaux, composés d'une tête comprenant une panne d'un côté et une table de l'autre, et creusée d'un œil pour le manche, dont les principaux sont :
  - Marteau à garnir, pour l'usage courant.
  - Marteau rivoir, pour les assemblages rivetés.
  - Marteau à rentrer, pour la réalisation des bordés.
  - Marteau à rétreindre pour réaliser les bords d'un plateau à partir d'un flan par exemple.
  - Marteau à boule pour réaliser les emboutis
  - Marteau à gorge.
  - Marteau à dresser, pour rendre les tôles planes.
  - Marteau postillon, pour le planage final.
  - Batte à planer, sorte de postillon à une seule table rectangulaire, plane ou bombée, polie miroir pour la finition du planage.
  - Marteau de forge.

- Maillet en bois ou en plastique (tonneau ou boule)

## Les assemblages
Le chaudronnier utilise des méthodes d’assemblage classables en trois familles :
- Les assemblages démontables.
  - Le boulonnage, réalisé à l’aide d'un système bride /tiges filetée / écrous (les mécaniciens utilisent plutôt les systèmes vis / écrous), goujons, etc. Cet assemblage est démontable.
  - Les systèmes de fermeture mécanique (ressort, clipsage, vérins).
  - Les systèmes de fermeture rapide (autoclave).

- Les assemblages mécaniques permanents.
  - L’agrafage, pour les tôles de faible épaisseur (jusqu’à 1,5 mm) : on replie les extrémités de la tôle pour les emboîter et les sertir. Étanchéité possible avec technique spéciale d'agrafage.
  - Le rivetage, pour assembler des pièces de toutes épaisseurs à l’aide de rivets.  Étanchéité possible avec technique spéciale par matage du bord de la tôle.
  - Le dudgeonnage, réalisé pour l'assemblage d'un tube par expansion dans une pièce (cas de certains tubes d'échangeurs thermiques par exemple).

- Les assemblages permanents essentiellement basés sur les techniques de soudage ou de brasage.

## Le saint patron des chaudronniers
Le saint patron des chaudronniers puis par extension, des mécaniciens et des métallurgistes, est Saint Éloi qui fut orfèvre et monnayeur à l'époque de Dagobert Ier. Il est fêté le 1er décembre. Toutefois les dinandiers de la ville de Villedieu-les-Poêles lui ont préféré Saint Hubert, par ailleurs, patron des chasseurs.